# Metula thachi
Metula thachi is een slakkensoort uit de familie van de Buccinidae. De wetenschappelijke naam van de soort is voor het eerst geldig gepubliceerd in 2011 door Fraussen & Huang.